# Penny Press
Con il soprannome di Penny Press si definisce la stampa quotidiana a basso prezzo apparsa nel XIX secolo negli Stati Uniti. Si trattava soprattutto di quotidiani dedicati agli immigrati newyorkesi, la cosiddetta stampa popolare, che avrà grande successo nei paesi anglosassoni e che non vedrà la luce in Italia se non in tempi recenti.

La Penny Press vide la luce negli Stati Uniti negli anni 1830. Il primo giornale di questo tipo fu il Sun di New York, il cui prezzo di un penny a copia spiega l'origine del nome.

## Storia
All'inizio del secolo i giornali erano letti soprattutto dai politici e dagli uomini d'affari, cui servivano per tenersi informati sui fatti internazionali, sugli eventi bellici e sull'andamento dell'economia e dei prezzi delle merci. In particolare, i quotidiani americani potevano essere classificati in due sole categorie: le testate che si occupavano principalmente di industria e commercio, e quelle che davano maggiore spazio al dibattito politico. Il modello di giornale era unico: quattro pagine con i testi a seguire in colonna. Solitamente la prima e l'ultima pagina ospitavano le inserzioni pubblicitarie; le due pagine all'interno invece venivano dedicate ad articoli e notizie di vario genere. I giornali erano stampati da piccoli editori e avevano sede prevalentemente nei grandi centri urbani. In genere si attestavano tra le mille o duemila copie di tiratura e ogni copia costava sei centesimi. Nove copie su dieci erano vendute su abbonamento. 
Nel 1833 nacque il Sun, primo quotidiano newyorkese a essere venduto al prezzo di un penny. Il Sun non puntava tanto sulle vendite in abbonamento, quanto sull'acquisto spontaneo di ciascuna copia. Per questo sin dai primi numeri venne diffuso dagli strilloni nelle strade e nelle piazze. In pochi mesi raggiunse le cinquemila copie, nel giro di un paio d'anni diventarono quindicimila. Tra 1834 e 1835, sulla scia del Sun, subito nacquero due concorrenti: il New York Transcript e il New York Herald. In seguito anche altre importanti città come Boston, Baltimora e Filadelfia seguirono l'esempio e si aprirono al grande pubblico di massa. 
Lo sviluppo della Penny Press fu condizionato dal contesto economico, ma anche sociale e politico. In quel periodo, infatti, nuovi ideali cominciavano a far breccia nella cultura aristocratica americana: “Fede nell'uomo comune; credenza nell'eguaglianza politica e nell'eguaglianza di possibilità economiche; odio contro i monopoli, i privilegi e i maneggi della finanza capitalistica”. I giornali allora persero la qualifica di mezzo riservato ai ceti abbienti e diventarono una merce accessibile a tutti gli strati della società. Il numero di lettori aumentò in modo significativo grazie all'estensione del diritto di voto maschile e alla battaglia per una libera scuola statale. In dieci anni, in virtù anche della crescita della popolazione, i quotidiani statunitensi salirono da 65 a 138, mentre la diffusione complessiva crebbe da 78.000 a 300.000 copie giornaliere. Cambiò il modello del giornale: i nomi delle testate si spostarono da un lessico commerciale a termini come Herald, Tribune o Sun, vicini al sentire della piccola borghesia. Le inserzioni pubblicitarie divennero una fonte essenziale di introiti, sulla quale non era più eseguito alcun controllo di qualità. 
La Penny Press, inoltre, si rese del tutto indipendente dai circoli politici e l'informazione mutò volto. "Per la prima volta i giornali pubblicavano resoconti dai distretti di polizia, dalle aule dei tribunali e dalle abitazioni private". L'informazione cioè non era più incentrata esclusivamente sugli interessi di politici e uomini d'affari, bensì proiettata sulla vita quotidiana di tutti i cittadini. "La Penny Press inventò il moderno concetto di notizia". Nacquero in questo periodo sia la figura del giornalista professionista che le redazioni come le consociamo oggi. Si affermarono i concetti di concorrenza giornalistica, scoop e corsa alla notizia, che trasformarono ulteriormente la stampa dell'epoca, anche quella europea. 
Nella seconda metà del secolo diverse società editoriali si diedero la forma di società per azioni. Il filosofo Jürgen Habermas osservò: "Cambia il rapporto tra editore e redazione. L'attività redazionale, sotto la pressione di un'organizzazione tecnicamente progredita, si era già specializzata come attività non più letteraria, ma giornalistica". Il giornalismo abbandonò quindi la sua funzione didattica per passare a una visione della cultura come merce, il cui banco di prova principale era costituito dal mercato.
Il periodo della Penny Press fu seguito dalla stagione dello Yellow Journalism.